# مرده یا زنده ۵ آلتیمیت
مرده یا زنده ۵ آلتیمیت (به انگلیسی: Dead or Alive 5 Ultimate) به‌طور مختصر دی‌اوای۵یو، یک بازی ویدئویی در سبک مبارزه‌ای است که توسط استودیوی تیم نینجا با همکاری سگا ای‌ام۲ توسعه یافته و به‌وسیلهٔ کویی تکمو در سپتامبر ۲۰۱۳ برای کنسول‌های ایکس‌باکس ۳۶۰ و پلی‌استیشن ۳ منتشر شده‌است. همچنین نسخه آرکید بازی چندین ماه بعد در دسامبر ۲۰۱۳ عرضه شد که این اولین بازی آرکید منتشر شده به‌وسیلهٔ کویی تکمو از زمان مرده یا زنده ۲ در سال ۲۰۰۰ به‌شمار می‌رفت.
مرده یا زنده ۵ آلتیمیت یک نسخه تکمیلی از عنوان مرده یا زنده ۵ است به همراه محتوای جدید و پنج شخصیت اضافی (از جمله دو مبارز از سری نینجا گایدن) بعلاوه حالت‌های اضافه‌ای از نسخه مرده یا زنده ۵ پلاس، شامل «جزئیات پلاس حرکات»، زمین‌های مبارزه داینامیک و «حالت آموزش» که به بازیکنان تازه‌کار و حرفه‌ای اجازه می‌داد تا سبک مبارزه خود را اصلاح یا تقویت کنند. بازی به‌طور کلی با واکنش‌های مثبتی از سوی منتقدان همراه بود.